# Raimundo Nonato da Silva
Raimundo Nonato da Silva (Mossoró, 23 de fevereiro de 1967) é um ex-futebolista brasileiro que atuava como lateral.

## Carreira
Começou como amador, no Baraúnas, de Mossoró. Ficou lá até 1988, quando foi emprestado ao ABC, de Natal. Em fevereiro de 1989, o ABC comprou o seu passe. Em 1990, foi emprestado ao Pouso Alegre e disputou o Campeonato Mineiro daquele ano. No segundo semestre, o Pouso Alegre comprou o seu passe e emprestou ao Cruzeiro para a disputa do Campeonato Brasileiro. No dia 10 de janeiro de 1991, o Cruzeiro comprou o seu passe ao Pouso Alegre.
Quando chegou ao time já tinha dois laterais, o Eduardo, ex-Fluminense, e o Paulo César, ex-Grêmio. Mas conseguiu logo conquistar a condição de titular.
O lateral esquerdo Nonato faz parte da história do Cruzeiro sendo um dos maiores jogadores de sua posição da história deste mesmo clube. Titular do time por 7 anos, este potiguar de Mossoró tem em seu currículo 14 títulos com a camisa do Cruzeiro, entre conquistas regionais, nacionais e internacionais. Em todas as finais, a honra de levantar a taça era dele, ídolo e capitão do time.

## Títulos
Cruzeiro
- Copa Libertadores da América: 1997
- Supercopa Libertadores: 1991 e 1992
- Copa Ouro: 1995
- Copa Master Supercopa: 1995
- Copa do Brasil: 1993 e 1996
- Campeonato Mineiro: 1992, 1994, 1996 e 1997
- Copa dos Campeões Mineiros: 1991
- Torneio Governador Eduardo Azeredo: 1995
- Copa do Imperador: 1996

Etti Jundiaí
- Copa Estado de São Paulo de Futebol de 1999